# Aprépitant
L'aprépitant est un médicament appartenant à la classe antiémétique antagoniste de la substance P. Il agit sur les récepteurs NK1 (récepteurs des tachykinines).
Il est commercialisé par les Laboratoires Merck Sharp et Dohme-Chibret sous le nom de Emend.
Il est utilisé comme antiémétique, dans la prévention des nausées-vomissements dus aux chimiothérapies émétisantes en association avec un corticoïde (dexaméthasone) et un sétron (ondansétron).